# Saint-Aignan (Tarn e Garonna)
Saint-Aignan è un comune francese di 425 abitanti situato nel dipartimento del Tarn e Garonna nella regione dell'Occitania.

## Società

### Evoluzione demografica
Abitanti censiti